# エルデル・コスタ
エルデル・ワンデル・ソウザ・デ・アセヴェード・イ・コスタ（Hélder Wander Sousa de Azevedo e Costa 、1994年1月12日 - ）は、アンゴラ・ルアンダ出身のプロサッカー選手。エストリル・プライア所属。ポジションは、FW。

## 経歴

### クラブ
SLベンフィカの下部組織出身。2012年8月、セグンダ・リーガ所属に所属するBチームの試合に出場しプロデビュー。同月のポルティモネンセSC戦で初ゴール。
2014年1月のタッサ・ダ・リーガ三回戦・ジル・ヴィセンテFC戦で念願のトップチームデビューを果たした。
その後はトップチームでの出番はなく、デポルティーボ・ラ・コルーニャ、ASモナコに立て続けにレンタルに出された。
そして2016年7月から同じくレンタルで加入したウルヴァーハンプトン・ワンダラーズFCに2017年1月をもって完全移籍した。この時、ウルヴスがベンフィカに支払った移籍金1300万ポンドはクラブ史上最高額だった。
2019年7月3日、EFLチャンピオンシップのリーズ・ユナイテッドFCにレンタル移籍。2020年7月2日、リーズ・ユナイテッドFCに4年契約で完全移籍した。
2021年8月31日、バレンシアCFに1シーズンのレンタルで移籍した。

### 代表
アンゴラ出身だがポルトガル代表としてユース年代の大会に出場している。
2018年10月、UEFAネーションズリーグ2018-19を前にフル代表の初招集を受けた。10月14日、スコットランド代表とのフレンドリーマッチでフル代表デビュー。さらにこの試合で代表初ゴールも決めた。
2021年3月16日、アンゴラ代表に召集された。
2021年11月12日、2022 FIFAワールドカップ・アフリカ2次予選のエジプト代表戦でアンゴラ代表としてデビューした。

## タイトル
SLベンフィカ
- タッサ・ダ・リーガ: 2013–14

ウルヴァーハンプトン・ワンダラーズFC
- EFLチャンピオンシップ: 2017–18